# Pangsuma Airport
Pangsuma Airport är en flygplats i Indonesien.   Den ligger i provinsen Kalimantan Barat, i den nordvästra delen av landet, 1 000 km nordost om huvudstaden Jakarta. Pangsuma Airport ligger 31 meter över havet.
Terrängen runt Pangsuma Airport är platt. Runt Pangsuma Airport är det mycket glesbefolkat, med 2 invånare per kvadratkilometer. I omgivningarna runt Pangsuma Airport växer i huvudsak städsegrön lövskog.